# Maria Martinelli
Maria Martinelli (Reggio Emilia, 5 novembre 1958) è una regista e produttrice cinematografica italiana, sorella di Marco Martinelli.

## Biografia
I documentari della Martinelli vengono selezionati in diversi festival nazionali e internazionali, come Oberhausen, Lisbona, Tokio, Venezia, Montpellier, Torino, Bellaria. All'inizio degli anni '90 collabora come documentarista a Presa diretta, trasmissione di Rai 3 di Riccardo Iacona e Francesca Barzini. Fonda inoltre la casa di produzione e promozione cinematografica Start Cinema a Ravenna, insieme a Stefano Mordini e Franco Calandrini, che realizza diversi lavori finanziati dalla Film Commission della regione Emilia-Romagna. Fonda inoltre la casa di produzione Kamera Film, che dirige personalmente, e tra le cui produzioni ci sono i cortometraggi Il profumo del respiro (1991) e Pazi Sniper (1996) entrambi candidati come miglior film al Torino Film Festival. Successivamente il cortometraggio Lachrymae (1999), interpretato da Ermanna Montanari, partecipa alla 56ª Mostra internazionale d'arte cinematografica di Venezia nella sezione Nuovi territori.

### Gli anni 2000
In questi anni la Martinelli si dedica a progetti esterni a quelli della sua casa di produzione: nel 2000 gira un documentario su Leonardo Pieraccioni, su produzione di TELE+; nello stesso anno realizza il documentario Gladiatori - Reportage sul cinema hard italiano a cui partecipa anche Rocco Siffredi. Il documentario viene presentato alla XVIII edizione del Torino Film Festival e successivamente al Film Festival di Philadelphia. In seguito viene selezionato dal Coordinamento Europeo insieme ad Appunti su un fatto di cronaca, di Luchino Visconti, per rappresentare il documentario italiano presso alcuni festival europei, nell'iniziativa europea Docs in Europe. Nel 2001 Martinelli realizza il lungometraggio Amorestremo, sempre con Rocco Siffredi e Stefania Bonafede. Il film viene presentato fuori concorso alla XIX edizione del Torino Film Festival e, nell'estate 2002, al 24º Festival cinematografico internazionale di Mosca.
Torna poi a produrre a Ravenna,  e nel 2006 realizza una miniserie intitolata L'amore che fugge, che si aggiudica il premio Vela d'argento al Bellaria Film Festival e successivamente viene trasmessa dalla rete CULT/Fox. Per Rai 3 realizza Io giuro - Appunti di donne soldato (2007). Nel 2009 gira, insieme con Simona Cocozza, Over the Rainbow, documentario che racconta la storia di una coppia di lesbiche che vivono il loro rapporto apertamente e senza paura di nascondersi, delle loro difficoltà nel rivendicare il diritto alla maternità. Nel 2010 il film vince il premio come miglior documentario al Napoli Film Festival. Nel 2012 realizza Viaggio nel mondo dell'estorsione - Capitolo I: l'antiracket, un documentario incentrato sul mondo della lotta alla criminalità, selezionato al Festival internazionale di Salonicco nel 2013. Nel 2017 produce la rielaborazione cinematografica dello spettacolo teatrale scritto dal fratello, Marco Martinelli, Vita agli arresti di Aung San Suu Kyi, dedicato alla vita dell'attivista e Premio Nobel per la pace, protagonista Ermanna Montanari. Il film viene selezionato al Biografilm Festival dello stesso anno e riceve la Targa Cervi nel 2019. Nel 2018, col documentario Dem Dikk Africa - Africa andata e ritorno, racconta la storia di tre giovani senegalesi impegnati nel portare un'esperienza di teatro nuova, acquisita dalla loro permanenza in Italia, nel loro paese. Il documentario riceve il contributo del Ministero dei Beni e delle Attività Culturali e del Turismo, e viene selezionato per partecipare alla 75ª Mostra internazionale d'arte cinematografica di Venezia dove riceve una nomination all'interno della sezione MigrArti.

### Divulgazione e didattica
Parallelamente all'attività di produttrice e regista, Maria Martinelli è impegnata nella divulgazione di temi come omosessualità, criminalità, ambiente e immigrazione, tenendo lezioni in corsi privati e master di formazione di registi e produttori. In collaborazione con Franco Calandrini fonda, nel 2003, il Ravenna Nightmare Film Fest e, nel 2019, Visioni Fantastiche, festival di cinema dedicato alle scuole di ogni ordine e grado.

## Filmografia

### Cortometraggi
- Ammutinamenti da sbarco (1983)
- Kildas (1984)
- L'exangue (1987)
- Il profumo del respiro (1991)
- Femmine folli (1993)
- L'uomo coriandolo (1993)
- Ghertrude (1995)
- Pazi Sniper (1996)
- Lachrymae (1999)
- La colpa (2010)

### Documentari
- Italia '90 - Lavori in corso (1990)
- Cuori leggendari (1992)
- I bambini non lo sanno (1998)
- Decameron (1999)
- Gladiatori - Reportage sul cinema hard italiano (2000)
- Carne da macello (2002)
- L'amore che fugge - Viaggio nei rituali della vita sentimentale (2006)
- Io giuro - Appunti di donne soldato (2007)
- Over the Rainbow (2009)
- Portuali (2013)
- Dem Dikk Africa - Africa andata e ritorno (2018)

### Lungometraggi
- Amorestremo (2001)
- Redenzione (2022)

## Riconoscimenti
- 1991 – Torino Film Festival
  - Candidatura per il premio al miglior film italiano a Il profumo del respiro
- 1996 – Torino Film Festival
  - Candidatura per il premio al miglior cortometraggio italiano a Pazi Sniper
- 1999 – Mostra internazionale d'arte cinematografica
  - Candidatura nella sezione Nuovi territori al film Lachrymae
- 2006 – Bellaria Film Festival
  - Vela d'argento al film L'amore che fugge
- 2010 – Napoli Film Festival
  - Miglior documentario al film Over the Rainbow
- 2018 – Mostra internazionale d'arte cinematografica 
  - Candidatura per il premio MigrArti al film Dem Dikk Africa – Africa andata e ritorno